# Flughafen Eindhoven

i7
i11
i13
Der Flughafen Eindhoven (IATA-Code: EIN, ICAO-Code: EHEH) war 2023 mit rund 6,9 Millionen Reisenden der am häufigsten genutzte Regionalflughafen der Niederlande. Zudem ist er nach dem Flughafen Amsterdam Schiphol der nach Passagieren zweitgrößte Flughafen des Landes.
Der Flughafen befindet sich zwischen Best und Veldhoven am westlichen Rand Eindhovens in der Provinz Noord-Brabant. Ursprünglich war er nur ein Militärflugplatz. Mittlerweile wird er auch intensiv für die zivile Luftfahrt benutzt. Die zivile Mitnutzung muss dabei für jedes Jahr neu beantragt und genehmigt werden.

## Lage und Verkehrsanbindung
Der Flughafen Eindhoven liegt 7 Kilometer westlich von Eindhoven, unweit der Ausfahrt 29 (Eindhoven Airport) der Nahverkehrs-Parallellstraße N2 der Autobahn A2 Amsterdam-Maastricht. Er ist seit 2010 nicht mehr direkt an die A2 angebunden.
Die Buslinien 400 und 401 verkehren zwischen dem Bahnhof Eindhoven Centraal und dem Flughafen. Die Fahrzeit beträgt ungefähr 20 Minuten.

## Geschichte
Im Jahr 1932 wurde unter dem Namen Welschap ein Flugplatz mit einer Graslandebahn gegründet.
Während des Zweiten Weltkriegs war der Flughafen Eindhoven von 1940 bis 1944 durch die Luftwaffe der Wehrmacht besetzt.
In den 1980er Jahren wurde ein Teil des Flugplatzes dem Zivilverkehr übergeben und anschließend für die zivile Luftfahrt umgebaut. Dieses Projekt wurde 2005 mit der Inbetriebnahme der neuen Abfertigungshalle abgeschlossen. Der Zivilverkehr verwendet übrigens die militärische Verkehrsleitung, Feuerwehr und andere Hilfsdienste.
Seit 2019 ist die Zahl der zivilen Flugbewegungen auf 41.500 pro Jahr begrenzt, die Zahl soll bis 2030 weiter reduziert werden. Zudem bestehen seit Oktober 2020 Nachtflugbeschränkungen von 23:00 Uhr bis 04:30 Uhr. Des Weiteren soll ab dem 1. Januar 2026 die allgemeine Luftfahrt weitgehend eingeschränkt werden.
Da die einzige Start- und Landebahn zunehmend sanierungsbedürftig ist, soll der Militärflugplatz einschließlich des zivilen Flughafens für eine Sanierung ab Februar 2027 für fünf Monate geschlossen werden.

## Zivile Nutzung

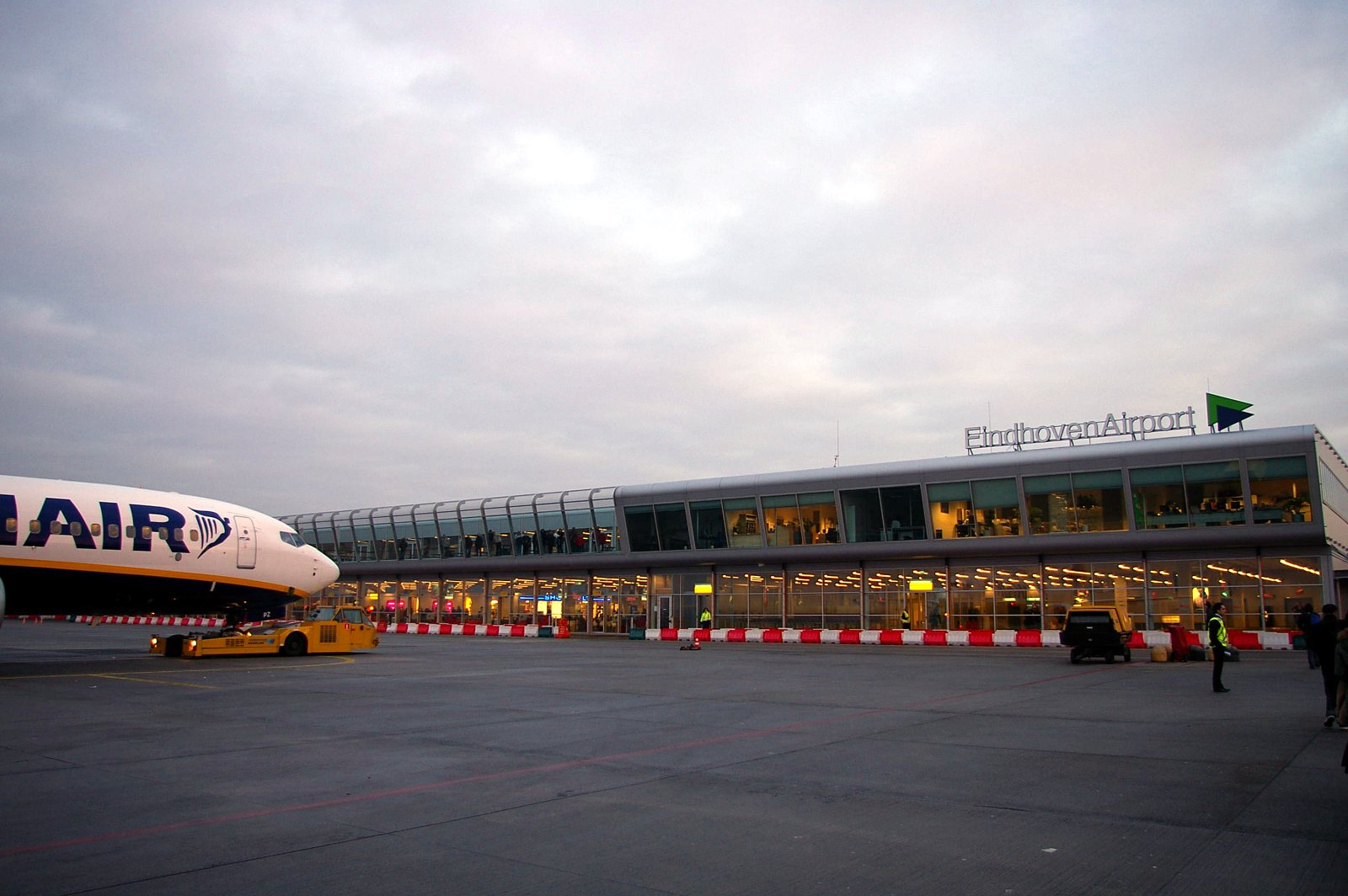
Terminal, Vorfeld

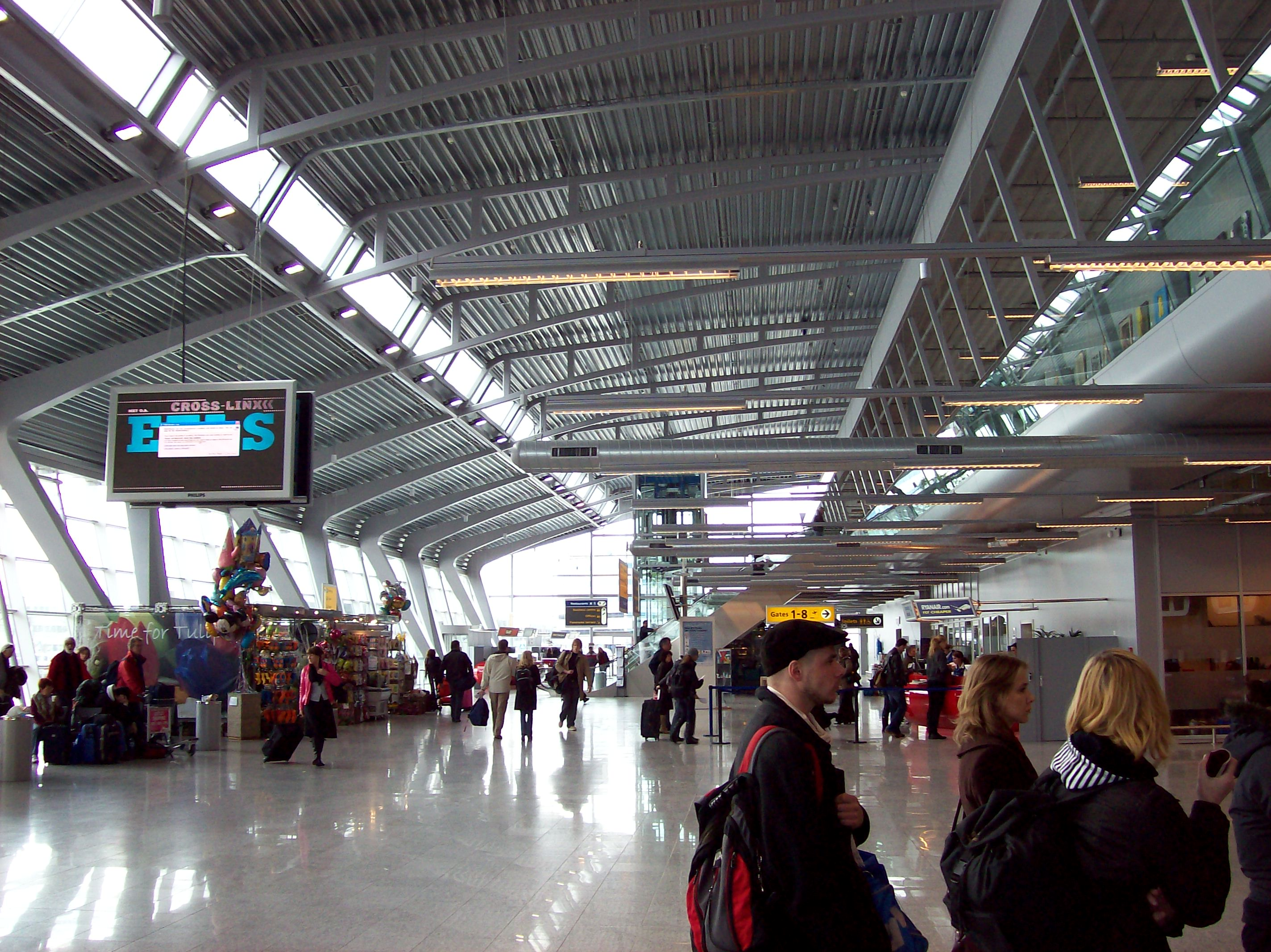
Terminal, Innenansicht

Der Flughafen Eindhoven ist zu 51 % in Besitz der Schiphol Group. Die Stadt Eindhoven und die Provinz Noord-Brabant haben jeweils einen Anteil von 24,5 %.
Eindhoven war bis 2005 u. a. der Heimatflughafen von der Regionalfluggesellschaft Air Exel und wird hauptsächlich von Billig- sowie Charterfluggesellschaften angeflogen. Ryanair, Wizz Air und Transavia fliegen als wichtigste Fluggesellschaften von hier aus zahlreiche europäische Städte- und Urlaubsziele an. Dazu kommen saisonal weitere Fluggesellschaften und Flugziele. Langstreckenflüge werden nicht angeboten.

## Militärische Nutzung
Die niederländische Koninklijke Luchtmacht (KLu) nutzt die Einrichtung als Militärflugplatz und bezeichnet ihn als Vliegbasis Eindhoven, jedoch ist auch der alte Name Welschap noch gebräuchlich.
- Hier liegen unter anderem zwei fliegende Staffeln, die 334. und 336. Squadron. Letztere betreibt die C-130, erstere verschiedene Luftfahrzeugtypen.
- Der dritte hier liegende fliegende Verband ist die mit Airbus A330 MRTT ausgerüstete multinationale Multinational MRTT Unit (MMU), deren Luftfahrzeuge ebenfalls niederländische Hoheitszeichen führen.

Hinzu kommt seit 2021 das niederländische Air Mobility Command (AMC). Diesem unterstehen seither die Transportflieger-Staffeln der KLu und daneben sind das ebenfalls in Eindhoven beheimatete European Air Transport Command (EATC) und das Movement Coordination Centre Europe (MCCE) in das AMC integriert.

## Verkehrszahlen
| Jahr | Passagiere | Fracht in t | Flugbewegungen |
| ---- | ---------- | ----------- | -------------- |
| 1997 | 268.965    | 253         | 27.517         |
| 1998 | 285.208    | 66          | 24.483         |
| 1999 | 288.294    | 220         | 25.139         |
| 2000 | 340.606    | 65          | 23.294         |
| 2001 | 278.517    | 198         | 17.524         |
| 2002 | 363.373    | 511         | 16.313         |
| 2003 | 427.696    | 649         | 14.804         |
| 2004 | 706.469    | 674         | 16.168         |
| 2005 | 972.834    | 605         | 15.778         |
| 2006 | 1.170.521  | 571         | 15.843         |
| 2007 | 1.442.576  | 473         | 16.704         |
| 2008 | 1.666.417  | 663         | 18.360         |
| 2009 | 1.739.053  | 1.031       | 16.292         |
| 2010 | 2.182.783  | 351         | 19.486         |
| 2011 | 2.664.078  | -           | 22.655         |
| 2012 | 3.004.938  | -           | 24.636         |
| 2013 | 3.425.485  | -           | 26.739         |
| 2014 | 3.956.364  | -           | 29.133         |
| 2015 | 4.373.882  | -           | 30.585         |
| 2016 | 4.780.197  | -           | 32.659         |
| 2017 | 5.701.220  | -           | 36.487         |
| 2018 | 6.237.755  | -           | 38.647         |
| 2019 | 6.780.775  | -           | 41.441         |
| 2020 | 2.112.785  | -           | 18.822         |
| 2021 | 2.698.424  | -           | 21.706         |
| 2022 | 6.330.599  | -           | 40.256         |
| 2023 | 6.876.917  | -           | 41.496         |

## Zwischenfälle
- Am 15. Juli 1996 verunglückte eine Lockheed C-130H Hercules der belgischen Luftwaffe (Luftfahrzeugkennzeichen CH-06) bei der Landung auf dem Flughafen Eindhoven. Die Maschine war durch die niederländische Luftwaffe gechartert worden. Nach mehreren Vogelschlägen verloren die linken Triebwerke 1 und 2 an Leistung, die Besatzung stellte jedoch Triebwerk 3 ab. Das Flugzeug stürzte neben der Landebahn ab. Die Feuerwehr des Flughafens Eindhoven bemerkte allerdings erst nach 23 Minuten, dass sich Passagiere in der Kabine befanden. Von den 41 Insassen kamen 34 ums Leben, davon alle 4 Besatzungsmitglieder sowie 30 Passagiere; lediglich 7 Passagiere überlebten (siehe auch Luchtcomponent-Flug 610).[14]